# Feuerpolizei
Als Feuerpolizei wird eine Behörde bezeichnet, die u. a. den Brandschutz und Feuerungsanlagen überwacht. Diese Aufgabe übernimmt meistens entweder die Feuerwehr oder das Bauamt.
Der Begriff Feuerpolizei wird heute hauptsächlich in Österreich und in der Schweiz verwendet und war bis zur ersten Hälfte des 20. Jahrhunderts auch in Deutschland gebräuchlich.
Die Feuerpolizei ist für den Schutz von Personen und Sachen zuständig, indem sie Brände durch die Gewährleistung intakter Flucht- und Rettungswege sowie durch eine zuverlässige Brandabschnittsbildung abwehrt. Die Feuerpolizei trifft alle Maßnahmen, die zur Verhinderung von Brandausbruch, Brandausbreitung und Explosionen erforderlich sind.
Sie widmet sich außerdem:
- dem vorsorglichen baulichen Brandschutz,
- der Förderung des Gefahrenbewusstseins in der Öffentlichkeit,
- der Ausbildung der Brandschutzfachmänner/-frauen VKF (früher: kommunaler Brandschutzexperte),
- der Ausbildung der Brandschutzexperten VKF (früher: kantonaler Brandschutzexperte).

Sie
- erlässt Brandschutzvorschriften,
- bestimmt die erforderlichen Brandschutzmaßnahmen für Bauten mit erhöhtem Brandrisiko oder großer Personengefährdung,
- führt in Bauten und Anlagen mit erhöhtem Brandrisiko periodisch oder von Fall zu Fall Kontrollen durch,
- nimmt neue / geänderte Brandmelde-, Blitzschutz- und Feuerlöschanlagen ab und kontrolliert sie periodisch auf ihre Funktionsfähigkeit und Betriebssicherheit,
- befindet über die Zulassung von Baustoffen, Bauteilen und technischen Ausrüstungen,
- befasst sich mit Ausbildungs, Beratungs- und Aufklärungsaufgaben,
- gewährt Beiträge an Verbesserungen des Brandschutzes.[3]

Als Adjektiv taucht das Wort „feuerpolizeilich“ bisweilen auf Warnschildern, in Hausordnungen und so weiter auf.